# 天使と悪魔-未解決事件匿名交渉課-
『天使と悪魔-未解決事件匿名交渉課-』（てんしとあくま みかいけつじけんとくめいこうしょうか）は、2015年4月10日から6月5日までテレビ朝日列系「金曜ナイトドラマ」にて放送されたテレビドラマである。主演は剛力彩芽。
「天使のような」新人警察官と「悪魔のような」天才弁護士が、司法取引という交渉によって未解決事件の真相に迫るサスペンスストーリー<。

## キャスト

### 主要人物
蒔田ヒカリ（まきた ひかり）
演 - 剛力彩芽
警視庁にある「未解決事件資料室」に所属する警察官。性格は正直で真面目。父親も警察官だったことから、自分も父と同じ道を歩む。茶島に翻弄されるままに、警視庁内に新設された「未解決事件匿名交渉課」の活動に巻き込まれていく。
茶島龍之介（ちゃじま りゅうのすけ）
演 - 渡部篤郎
茶島法律事務所所長で、悪徳な性格の天才弁護士。シニカルな思想を持つ。ヒカリと共に「警視庁未解決事件匿名交渉課」の一員として活動する。

### 警視庁
宇田川賢（うだがわ けん）
演 - 長谷川朝晴
警視庁捜査一課主任。警部補。ヒカリの元上司。
小椋耕二
演 - 兒玉宣勝
警視庁捜査一課刑事。宇田川の部下。

### 東京地方検察庁
阿野忠臣（あの ただおみ）
演 - 荒川良々
東京地方検察庁検事。茶島の元部下。
服部乃絵美（はっとり のえみ）
演 - 内藤理沙
阿野の担当事務官。

### 茶島法律事務所
恵庭茜（えにわ あかね）
演 - 中村静香
茶島の秘書。

### 最高検察庁
神楽坂遼一（かぐらざか りょういち）
演 - 宇崎竜童
最高検察庁の特任検事長。「未解決事件匿名交渉課」の設立に関与した人物の一人。

### ゲスト

#### CASE 1
吉川美加子
演 - 高岡早紀
吉川毅の妻。
上田倫子
演 - 霧島れいか
衆議院議員。過去になつみたちが彼女の選挙事務所のアルバイトをしている。
吉川毅
演 - 飯田基祐
テレビ番組のコメンテーターも務める政治アナリスト。野沢なつみとは不倫関係にあり、事件直後から失踪している。
野沢なつみ
演 - 杉本有美
六本木のキャバクラ勤務だったが、店を辞めた直後に自宅マンションで刺殺される。吉川毅と不倫関係だったと言われている。
なつみの同僚
演 - 松山愛里
野沢なつみのキャバクラの同僚。なつみと仲が良く、一緒に上田倫子選挙事務所のバイトもしたことがある。
イワイコウスケ
演 - 生津徹
美加子が結婚する前に付き合っていた男性。「美加子はとんでもない女だ」と証言する。
ヒカリの元恋人
演 - 大口兼悟
1年前に別れたヒカリの元恋人。ヒカリには内緒にしていたが、実は結婚していて子どももいる。妻に浮気がバレ、ヒカリに別れ話を持ち出す。
林幹彦
演 - 松村曜生
吉川毅の弁護士。江原・森田法律事務所 所属。政治家や財界人の顧客を多数持つやり手弁護士。
警察官
演 - 長谷川大

テレビ番組スタッフ
演 - 篠崎真人、小出ミカ
吉川毅が出演するテレビ番組のスタッフ。戻ってきた毅を激励する。

#### CASE 2
大葉貴也
演 - 浅利陽介
「大葉総合病院」の跡取り息子。患者からの信頼厚い外科医。
小久保郁子
演 - 高橋かおり
元「大葉総合病院」看護師。堺殺害犯の目撃者。1年前、病院を辞めている。現在は調布の森村医院勤務。夫と離婚して息子と2人暮らし。
大葉幸太郎
演 - 山田明郷
大葉貴也の父。「大葉総合病院」院長。
西野昌代
演 ‐ 山野海
「大葉総合病院」看護師長。
堺洋二〈61〉
演 ‐ 春海四方
大腸がん患者。2012年8月、手術のあと、病室で腹部を刺され死亡。看護師とはトラブルが多かったが、貴也のことは信頼していた。
三井正志
演 ‐ 田口主将
工場勤務。事件当時、「大葉総合病院」に入院しており、堺殺害犯の目撃者。
小久保
演 - 佐藤詩音
郁子の1人息子。有名私立中学に通っている。
- 藤森よし枝[12]、重城希美、春日亀千尋[13]、松之井綾[14]、小沼雪乃、酒井優衣[15]

#### CASE 3
橘沙知絵
演 - 雛形あきこ
5年前に殺された厚生労働省の職員・橘裕規の妻。
金森淳
演 - 池内万作
麻薬を売っていると噂されるクラブの店員。
柴田安則
演 - 髙橋洋
橘裕規の大学時代の後輩で会社経営者と名乗る人物。裕規にはとても世話になったから、と沙知絵を経済的に援助している。
橘裕規〈37〉
演 ‐ 尾関伸嗣
沙知絵の夫。厚生労働省職員。2010年3月、新木場の廃倉庫で焼死体で発見される。仕事で長期出張が多かったが、事件当日は早く帰ると言っていた。
岩田譲治
演 ‐ 若杉宏二
麻薬を売っている噂のある銀竜会の息のかかったクラブのオーナー。
ホームレス
演 - 渡辺火山
聞き込みで橘裕規に怪しげなクラブへ連れていかれた、と証言したホームレス。
会社員
演 - ふたむら幸則
柴田安則の名刺に書かれた住所にある会社の社員。柴田の名前や会社名には心当たりがないと話す。
橘美玖
演 - 篠川桃音（3歳時：梅崎音羽）
沙知絵と裕規の1人娘。
若い女性
演 - 山田恵里、米田英梨奈
バーで飲んでいる茶島に声をかける、彼の顔なじみ。
- 樽見貞幸[20]、中村嘉夫[21]、宮田博一、川田祐[22]

#### CASE 4
桐島悟
演 - 篠井英介
カフェバー店主。
麻生琴音
演 - 原田佳奈（中学生時代：朝比奈佑佳）
香苗の恵蘭学園女子中学校時代の同級生。4年前、4人で同窓会をしたあとに香苗が行方不明になっている。勤務先のケーキ店の店主と婚約中。
桜井忍
演 - 梅舟惟永（中学生時代：齊藤梨々佳）
香苗の中学時代の同級生。シングルマザー。
高田美恵
演 - 山崎真実
香苗の中学時代の同級生。家具インテリア会社の企画開発部で働いている。
綿貫道弘
演 - 内田滋
香苗の夫。香苗とは社内恋愛で結婚している。2年前から受付嬢の原田朋美と交際している。
綿貫香苗
演 - 朝倉えりか
4年前に行方不明となり、1年前に白骨死体で発見された主婦。
中山敏之
演 - 岡部たかし
高田美恵から金を受け取っている男。金属窃盗の前科があり、仮釈放中。
吹奏楽部顧問
演 - 水木薫
恵蘭学園女子中学校吹奏楽部顧問。
原田朋美
演 - 土井玲奈
綿貫が働く会社の受付嬢。2年前から綿貫と交際している。
学校事務員
演 - 田村義晃
恵蘭学園女子中学校の事務員。
会社員
演 - 西岡優妃、鈴木アメリ
綿貫道弘が働いている会社の社員。香苗の元同僚。香苗が後輩社員をいじめていたことなどを語る。
桜井歩美
演 - 阿由葉さら紗
忍の1人娘。
- 恵麻、満本裕子

#### CASE 5
内田健二
演 - 少路勇介
刑事。
笹本剛
演 - 須田邦裕
タクシー運転手。笹本ひろみの夫。
伊東隆一
演 - 神保悟志
刑事。内田健二の上司。
森崎英吾
演 - やべきょうすけ
リサイクルショップの経営者。6年前のあけび山事件の被疑者。
古川雄一
演 - 笠原秀幸
森崎と共にリサイクルショップを経営している。あけび山事件の被疑者。
笹本ひろみ
演 - 平沢いずみ
主婦。北青梅給食センターパート。5年前、自宅で死亡。自宅に放火される前に殴り殺されている。
武村千鶴
演 ‐ 渡辺杉枝
北青梅給食センター従業員。
給食センター元従業員
演 - 太田彩乃
以前パートで働いていた。当時の3人の関係を語る。
上野 礼司
演 - 田野良樹
笹本剛が働いているタクシー会社の社員。
福山若葉〈享年33〉
演 - 高橋陽子
6年前のあけび山事件の被害者。北青梅給食センターパート。
伊原智子〈享年36〉
演 - 花岡玲
あけび山事件の被害者。北青梅給食センターパート。
岩崎幸夫
演 - 岩田丸
森崎が殺人放火事件の日に仕入れをしていたという岩崎解体工場の経営者。
警官
演 - 緑川良介
北青梅警察署本町交番の警官。
リサイクルショップ店主
演 - 内藤トモヤ
古川が商品の買取を頼みに行くリサイクルショップの店主。
刑事
演 - 仗桐安、原圭介
警視庁組織犯罪対策部刑事。
笹本剛の再婚相手
演 - 小林真雪

笹本コウスケ
演 - 遠藤颯
笹本剛と再婚相手の子ども。

#### CASE 6
蔭山直正
演 - 早乙女太一（幼少期：岡本拓真）
介護士。吉原千賀子の里子として育つ。大学を首席で卒業し、大手銀行から内定も貰っていた優秀な人物。
西村泰史（にしむら やすし）
演 - 三浦涼介（幼少期：西岡航）
傷害罪で服役中の受刑者。吉原千賀子の里子として育つ。過去に女性が殺されるところを目撃したと言い、その証言の代わりに仮釈放を早めて欲しいと取引を持ち掛ける。
神崎利治
演 - 堀部圭亮
元警視庁捜査一課の刑事。現在は不動産会社総務部課長。八代芙美殺害事件の被疑者。
吉原千賀子
演 - 梅沢昌代
蔭山直正と西村泰史の里親。末期がんで入院しており、余命いくばくもないと言われている。
看護師
演 - 池谷のぶえ
吉原千賀子の担当看護師。
八代芙美
演 - 亀谷さやか
神崎利治の愛人。3年前から失踪していたが、白骨遺体で発見される。
関東中央銀行行員
演 - 桜井聖
かつて蔭山直正が内定を貰っていた大手銀行の人事担当者。
刑事
演 - 中川智明、粕谷吉洋
神崎利治が捜査一課の刑事だった頃の同僚。
部下、同僚
演 - 竪山隼太、岩本淳
神崎利治が天下った不動産会社での部下と同僚。
ニュースキャスター
演 - 八木麻紗子（テレビ朝日アナウンサー）
テレビで白骨遺体が見つかった事件を報道する。
- 足立学、横井寛典[46]、太田鷹史

#### CASE 7
津島まどか
演 - 森口瑤子
世間から「魔性の毒婦」と呼ばれるワインバー「まどか」の店主。
千代田響子
演 - 玄覺悠子
津島まどかの弁護人。多くの被疑者を無罪に導いてきた敏腕弁護士。
津島涼〈32〉
演 - 永山たかし
津島まどかの弟。無職。8年前に傷害罪で服役、4年前出所している。借金があり、まどかが肩代わりしている。
嘉川友作
演 - 小松利昌
ワインバー「まどか」の常連客。
津島涼の元恋人
演 - 綾那
涼が異常なまでのシスコンで別れた、とヒカリに話す。
佐野一彦〈享年40〉
演 ‐ 境浩一朗
まどかの最初の夫。大手商社勤務。2009年2月、バー「まどか」店内でヒ素の入った水を飲んで死亡。
佐野
演 - 氏家恵
一彦の妹。兄を殺したのはまどかだと訴える。
玉井 ヒトシ
演 - 倉田昭二
まどかの2番目の夫。ウェブデザイナー。2012年、趣味の釣りの最中、海に転落して死亡。
玉井育二
演 - 松永英晃
ヒトシの父。
富樫
演 - 川渕良和
淳之介の兄。居酒屋店主。
富樫淳之介
演 - 相川冬也
まどかの3番目の夫。大手証券会社勤務。睡眠薬を飲んで風呂場で手首を切って死亡。

#### CASE 8
成海由佳
演 - 小林涼子（幼少期：根岸姫奈）
絵本専門店の経営者。1995年10月大田区塾経営者夫婦殺害事件の際、犯人に誘拐された被害者。
風見恒夫
演 - 山本圭
画家。児童養護施設「涼風児童学園」で子どもたちに絵を教えている。由佳の描いた絵を見てコンクールに応募するよう勧め、その絵が大賞を受賞している。現在は由佳から仕事を貰って、絵本の絵を描いている。
平林茂典
演 - 窪塚俊介（少年時代：谷端奏人）
由佳の恋人。出版社「文奏堂出版」元社員。現在は由佳と一緒に絵本専門店経営。
園長
演 - 長坂しほり
成海由佳が育った児童養護施設「涼風児童学園」園長。
入間正人
演 - 森山米次
大田区塾経営者夫婦殺害事件の重要参考人。篠宮中学3年生の息子・隼人が受験に失敗して自殺しており、通っていた塾の成海夫婦を恨んでいた。現在は警備員の仕事をしている。
成海次郎、成海素子
演 - 内堀克利、古川りか
由佳の両親。大田区塾経営者夫婦殺害事件の被害者。

#### LAST CASE
高塔櫂
演 - 太賀
10年前、大学の先輩である慶子と交際していたが、一方的に別れを告げられた後彼女が死亡したため、重要参考人となる。茶島が検事として最後に担当した被疑者。一度自白しているが不起訴となり、現在はパン屋の店主。
向井真理子
演 - 柳英里紗
高塔櫂の恋人でパン屋を共同経営している。
朝田希美〈36〉
演 - 吉川麻美（第8話）
新聞社社会部の記者。牧慶子が10年前死亡した同じ階段から転落して死亡する。
井手鉄郎
演 - 大谷幸広
10年前、高塔櫂が自白した直後に、自分が牧慶子を殺した、と自供したとされる人物。その後、有罪判決を受け、実刑を受けている。
大庭直樹
演 - 粟島瑞丸
朝田希美の幼馴染み。希美殺害の被疑者として逮捕される。詐欺の前歴があるが、現在は結婚相談所で働いている。希美に貸した200万円を返してもらっていないので、催促をしていただけだと主張する。
朝田敦子
演 - 松浦佐知子
希美の母。
井手照代
演 - 太田美恵
井手鉄郎の妻。
牧慶子〈享年27〉
演 - 棚橋唯
東京地検事務官。2005年夏に階段より転落して死亡。大学の後輩である高塔櫂と交際していたが、別れ話をした後に死亡している。
デスク
演 - 荒木誠
朝田希美の上司。希美が検察絡みのヤバい案件を追っていた、と証言する。
捜査員
演 - 佐藤まんごろう

井手美和
演 - 高嶋琴羽
井手鉄郎の娘。
- 松澤仁晶[62]、川島雄作[63]

## スタッフ
- 脚本 - 高橋悠也、香坂隆史、徳永富彦、瀧本智行
- 演出 - 波多野貴文、植田尚、片山修（テレビ朝日）
- 音楽 - 林ゆうき
- 主題歌 - ソナーポケット[64]「Song for you 〜明日へ架ける光〜」（徳間ジャパンコミュニケーションズ）
- アクションコーディネーター - 大道寺俊典
- 警察監修 - 白石寿明
- 法律監修 - 高田伸一
- 技術協力 - アップサイド、サウンドライズ
- 美術協力 - テレビ朝日クリエイト
- タイトルバック - 山本雅之、FILM
- PR - 常廣丈太
- 企画協力 - 古賀誠一
- ゼネラルプロデューサー - 内山聖子（テレビ朝日）
- プロデューサー - 山田兼司（テレビ朝日）、布施等・木曽貴美子（MMJ）
- 制作 - テレビ朝日、MMJ

## 放送日程
| 各話                                                            | 放送日  | サブタイトル                        | 脚本     | 監督       | 視聴率 |
| --------------------------------------------------------------- | ------- | ----------------------------------- | -------- | ---------- | ------ |
| CASE 1                                                          | 4月10日 | きゃばくら嬢殺害×政治アナリスト失踪 | 高橋悠也 | 波多野貴文 | 6.4%   |
| CASE 2                                                          | 4月17日 | 殺人病棟                            | 高橋悠也 | 植田尚     | 5.5%   |
| CASE 3                                                          | 4月25日 | エリート官僚怪死                    | 高橋悠也 | 植田尚     | 6.3%   |
| CASE 4                                                          | 5月01日 | 殺人同窓会                          | 香坂隆史 | 片山修     | 6.6%   |
| CASE 5                                                          | 5月08日 | あけび山の殺人事件                  | 徳永富彦 | 片山修     | 6.6%   |
| CASE 6                                                          | 5月15日 | 密室の悪魔                          | 瀧本智行 | 波多野貴文 | 6.8%   |
| CASE 7                                                          | 5月22日 | 毒婦の誘惑                          | 高橋悠也 | 植田尚     | 5.8%   |
| CASE 8                                                          | 5月29日 | 殺人家族と消えた少女                | 香坂隆史 | 片山修     | 5.7%   |
| LAST CASE                                                       | 6月05日 | 匿名交渉課、最後の事件              | 高橋悠也 | 波多野貴文 | 5.0%   |
| 平均視聴率 6.1%（視聴率は関東地区・世帯、ビデオリサーチ社調べ） |         |                                     |          |            |        |